# Pausinystalia
Pausinystalia es un género con 15 especies de plantas con flores perteneciente a la familia Rubiaceae. Comprende 28 especies descritas y de estas, solo 5 aceptadas.

## Taxonomía
El género fue descrito por Pierre ex Beille y publicado en Actes de la Société Linnéenne de Bordeaux 61: 130. 1906.
Etimología
Pausinystalia, nombre genérico que deriva de dos vocablos griegos que indican que elimina la somnolencia.

## Especies aceptadas
A continuación se brinda un listado de las especies del género Pausinystalia aceptadas hasta diciembre de 2014, ordenadas alfabéticamente. Para cada una se indica el nombre binomial seguido del autor, abreviado según las convenciones y usos.	  
- Pausinystalia brachythyrsus (K. Schum.) De Wild.
- Pausinystalia johimbe (K. Schum.) Pierre ex Beille
- Pausinystalia lane-poolei (Hutch.) Hutch. ex Lane-Poole
- Pausinystalia macroceras (K. Schum.) Pierre ex Beille
- Pausinystalia talbotii Wernham